# Hydrodynamika podziemna
Hydrodynamika podziemna, synonim: Reodynamika podziemna (ang. underground hydrodynamics) – dział mechaniki płynów zajmujący się powolnymi przepływami płynów lepkich (cieczy i gazów, a także ich mieszanin) w ośrodkach porowatych, ośrodkach szczelinowych oraz ośrodkach szczelinowo-porowych.
Chociaż ośrodki takie spotyka się zarówno w środowisku naturalnym, jak i w rozmaitych dziedzinach techniki, najszerszy zakres zastosowań hydrodynamiki podziemnej dotyczy zagadnień przepływu w gruntach, podziemnych złożach wody, a także złożach ropy naftowej i gazu ziemnego. Stąd też pochodzi nazwa hydrodynamiki podziemnej jako obszernego działu mechaniki płynów.

## Rodzaje przepływu
Przyjmuje się, że wymienione wyżej ośrodki zdolne są zarówno do magazynowania, jak i transportu płynów. Przepływ w nich odbywać się może w dwóch zasadniczych reżimach:
- w reżimie ciśnieniowym (ang. confined flow), gdy cała przestrzeń porowa lub szczelinowa wypełniona jest poruszającym się płynem, lub alternatywnie,
- w reżimie swobodnym (ang. unconfined flow), gdy jedynie część przestrzeni porowej lub szczelinowej zajęta jest przez poruszającą się ciecz, a jej pozostała część jest pusta, a ściślej mówiąc wypełniona powietrzem traktowanym jako nieruchome.

W tym drugim przypadku obszar ośrodka porowatego lub szczelinowego wypełniony cieczą oddzielony jest od pozostałej jego części powierzchnią freatyczną, zwaną też powierzchnią swobodnego lustra wody.
Czasami zdarza się, że przepływ w jednym podobszarze całego obszaru przepływu ma charakter swobodny, a w innym – ciśnieniowy.
Przepływy w reżimie swobodnym spotyka się najczęściej w płytkich gruntach. Natomiast przepływy w reżimie ciśnieniowym występują powszechnie podczas eksploatacji złóż ropy naftowej, gazu ziemnego oraz głęboko zalegających wód podziemnych.
Przyjmuje się, że całość dyssypacji energii towarzyszącej przepływom w ośrodkach porowatych, szczelinowych i szczelinowo-porowych związana jest z tarciem wewnętrznym między sąsiadującymi ze sobą warstwami płynu, przejawiającym się w postaci lepkości płynu.

## Sposoby opisu przepływu płynu
W hydrodynamice podziemnej stosuje się alternatywnie dwa zasadnicze sposoby podejścia do opisu transportu płynu w ośrodkach porowatych lub szczelinowych:
- podejście mikrostrukturalne,
- podejście fenomenologiczne.

Podejście mikrostrukturalne polega na analizie przepływu w kanałach porowych w zależności od ich kształtu, długości, przekroju, krętości i innych paramertów geometrycznych, często z uwzględnieniem dodatkowych parametrów odnoszących się do granicy faz między przestrzenią porową (szczelinową) a szkieletem skały, zwanym też matrycą, jak np. napięcie powierzchniowe, powierzchnia właściwa.
Podejście fenomenologiczne nie rozpatruje mikrostruktury ośrodka porowatego (szczelinowego), lecz opisuje jego własności przy pomocy uśrednionych parametrów fenomenologicznych, jak porowatość (ang. porosity), przepuszczalność (ang. permeability), nasycenie (ang. saturation). Podejście to traktuje ośrodek porowaty (szczelinowy) jako ośrodek ciągły, przyjmując, że w objętości infinetyzymalnej ośrodka mieści się wiele porów.
Z punktu widzenia zastosowań podejście fenomenologiczne okazało się być znacznie bardziej efektywne od podejścia mikrostrukturalnego.

## Fenomenologiczna koncepcja opisu ruchu płynu w ośrodku porowatym
W fenomenologicznej koncepcji opisu ruchu płynu w ośrodkach porowatych operuje się jedynie wielkościami uśrednionymi w obrębie objętości infinitezymalnej. Podstawowymi parametrami dynamicznymi ruchu płynu są tutaj ciśnienie {\displaystyle P} oraz wektor prędkości przepływu płynu. Wyróżnia się przy tym dwie prędkości:
- prędkość adwekcji {\displaystyle v,}
- prędkość filtracji (ang. superficial flow velocity) {\displaystyle u.}

Obydwa te parametry posiadają ten sam wymiar (w układzie SI jest to m/s), lecz ich definicje są odmienne. Prędkość adwekcji {\displaystyle v} stanowi średnią prędkość ruchu cząstek płynu w kanałach porowych. Natomiast prędkość filtracji {\displaystyle u} związana jest z natężeniem przepływu w ośrodku porowatym {\displaystyle Q.}
Natężeniem przepływu płynu w ośrodku porowatym {\displaystyle Q} jest strumień wektora prędkości filtacji {\displaystyle \mathbf {u} } przez zorientowaną powierzchnię {\displaystyle S} w obrębie ośrodka porowatego:
{\displaystyle Q\,=\,\int \limits _{S}\mathbf {u} \,d\mathbf {S} .}
Tę samą wartość natężenia przepływu płynu w ośrodku porowatym {\displaystyle Q} stanowi strumień wektora prędkości adwekcji {\displaystyle \mathbf {v} } przez zorientowaną powierzchnię przekroju kanałów porowych {\displaystyle S_{p},} a nie powierzchnię {\displaystyle S} w obrębie całego ośrodka porowatego:
{\displaystyle Q\,=\,\int \limits _{S_{p}}\mathbf {v} \,d\mathbf {S} .}
Między prędkością filtracji {\displaystyle u} a prędkością adwekcji {\displaystyle v} zachodzi związek:
{\displaystyle u\,=\,\phi \,v.}
gdzie {\displaystyle \phi } jest porowatością ośrodka porowatego. Wektory prędkości filtracji {\displaystyle \mathbf {u} } i prędkości adwekcji {\displaystyle \mathbf {v} } są do siebie zawsze równoległe i mają identyczne zwroty, a różnią się jedynie długością. Zachodzi przy tym następująca zależność wektorowa będąca prostym uogólnieniem podanej wyżej zależności skalarnej:
{\displaystyle \mathbf {u} \;=\;\phi \,\mathbf {v} .}
W ujęciu fenomenologicznym podstawowymi równaniami opisującymi przepływ w ośrodku porowatym są:
- równanie ciągłości przepływu dla ośrodka porowatego, stanowiące odpowiednik zasady zachowania masy,
- formuła Darcy’ego i jej uogólnienia dla przepływów wielofazowych,
- równanie transportu płynu w ośrodku porowatym.

Ponadto w zagadnieniach związanych z przepływem w reżimie swobodnym fundamentalną rolę odgrywają:
- przybliżenie Dupuita zakładające płaskość przepływu ze swobodnym lustrem wody,
- równanie Boussinesqa określające kształt powierzchni freatycznej w zależności od warunków dynamicznych.

Rozwiązania powyższych równań, w prostszych przypadkach analityczne, a w bardziej skomplikowanych numeryczne, umożliwiają rozwiązywanie konkretnych problemów praktycznych (np. dopływ do pojedynczego odwiertu, dopływ do grupy odwiertów, współpraca odwiertu zatłaczającego z eksploatacyjnym, symulacja przebiegu eksploatacji złóż ropy naftowej, gazu ziemnego i wód podziemnych, zmiana kształtu powierzchni freatycznej przy spiętrzaniu wód lub pracach melioracyjnych).
Hydrodynamika podziemna, zwłaszcza w ujęciu fenomenologicznym, powiązana jest ściśle z dziedziną typowo inżynierską – inżynierią złożową (ang. reservoir engineering). Jej najbardziej zaawansowany fragment, tzw. numeryczna inżynieria złożowa (ang. numerical reservoir engineering) traktowany jest najczęściej jako dział hydrodynamiki podziemnej.